# Faauuga Muagututia
Faauuga Muagututia (ur. 13 maja 1958 w Pago Pago) – bobsleista z Samoa Amerykańskiego. Wystąpił na Zimowych Igrzyskach Olimpijskich 1994.

## Wyniki olimpijskie
| Igrzyska         | Konkurencja     | Czas    | Partner    | Wynik |
| ---------------- | --------------- | ------- | ---------- | ----- |
| Lillehammer 1994 | Dwójki mężczyzn | 3:41.04 | Brad Kiltz | 39.   |